# Joc paral·lel

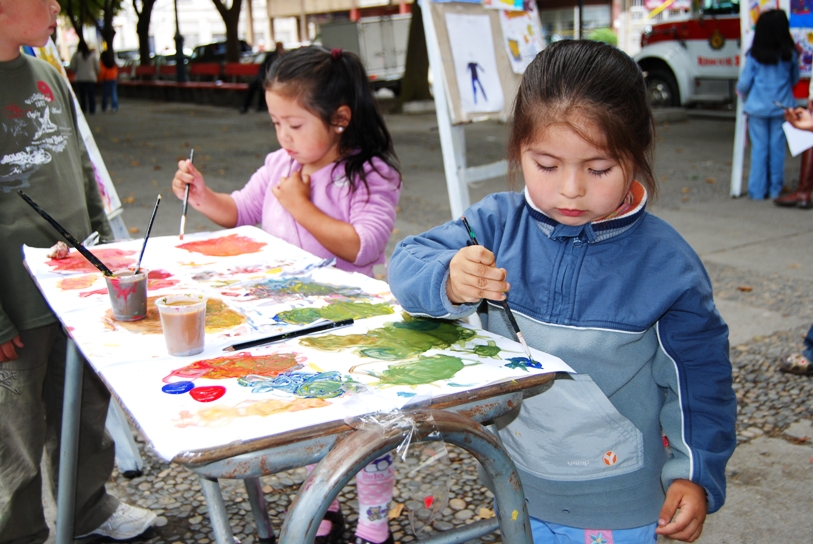
Les dues nenes que pinten mostren jocs paral·lels perquè, tot i que fan la mateixa activitat, no es fan cas entre elles.

El joc paral·lel és una forma de joc en què els nens juguen un al costat de l'altre, però no intenten influir en el comportament de l'altre o dels altres; normalment comença al voltant dels 24-30 mesos. És una de les etapes de joc de Parten, després de ser espectador del joc.
Un observador notarà que els nens de tant en tant veuen el que fan els altres i després modifiquen el seu joc en conseqüència. Com més grans són els nens, menys sovint es dediquen a aquest tipus de joc. Tanmateix, fins i tot els nens més grans preescolars participen en jocs paral·lels, una activitat perdurable i freqüent durant els anys preescolars. La imatge del joc paral·lel és la de dos nens jugant l'un al costat de l'altre en una caixa de sorra, cadascun absorbit en el seu joc, sense interactuar amb l'altre. "Es considera una etapa inicial del desenvolupament infantil, caracteritzada per un comportament egocèntric i la incapacitat de descentrar-se i coordinar-se amb les activitats d'un company de joc".
A educació, el joc paral·lel també descriu activitats on els alumnes es divideixen en parelles o grups reduïts i treballen la mateixa activitat simultàniament. Això ofereix a tots els estudiants les mateixes oportunitats de participació activa i redueix l'exposició, ja que tots els estudiants estan jugant, cap mira. Aquesta etapa acaba quan un nen desenvolupa la capacitat de participar en un comportament de joc interactiu i una comunicació simbòlica.
El joc paral·lel no només és entre nens, sinó que també es pot utilitzar en casos d'autisme, on el cuidador adult juga en paral·lel al costat del nen autista.